# Szilágyborzás
Szilágyborzás (románul: Bozieș) település Romániában, Szilágy megyében.

## Fekvése
Szilágysomlyótól és Szilágybagostól délnyugatra elhelyezkedő település.

## Története
Árpád-kori település. Nevét már 1090 körül „Mesta…Scecos sua silva, Nepocor vestem ferens et eius nepos Nezdino”, majd 1227-ben „Gemelchen que et a n. Bozia vocatur”, 1250-ben „homines de genere Napoc[ur]-Mezte” néven említették az oklevelek.
A 11. századi Necoportól és Mezdától leszármazó Napkor-Meszte nemzetség (Napoc(ur)-Mezte) lakhelye volt.
1227 évi megjelölés szerint a nemzetség lakhelye Gemelchen (Gyümölcsény), más néven Bozia (Bozda) nevet viselt.
1250-ben a nemzetség tagjai a tatárjárás alatt megrongálódott kiváltságlevelüket átíratták.
1341-ben a nemzetség leszármazottja a fennmaradt oklevelek szerint Napakur, Borzás falu nemes jogú birtokosa volt. Ez időben a falut két patak: az Almás és a Gyümölcsényes fogta közre, a két patak egész köze Borzáshoz tartozott, azonban a Valkó vár felépítése és uradalmának kiépítése után Borzás erdővel borított részét a várhoz csatolták és vlach falvakat telepítettek rá.(Halmosd, Elyüs, és részben Gyümölcsényes). Határából ez idő tájt vált ki Detreháza (Detrehem) is. Ami Székes nevű birtokukat illeti a „tiszta sík” és „székes”, azaz sziktavas jelentés nem illik Kraszna vármegyére, ez inkább a Nyírségben fekvő Napkor Szabolcs vármegye falura vonatkozik, melynek neve a Necopor személynévből ered. A fennmaradt okiratok alapján arra lehet következtetni, hogy a nemzetség egyedülálló Necopor neve a téli-nyári szálláspárt takar: Napkor Szabolcs vármegyében, Borzás Kraszna vármegyében.
1342-ben Pál udvarbíró a váradi káptalannak rendelkezett, hogy ez Dancs mester, Kraszna vármegyei ispán és fiai ellenében Borzási Napakurnak itteni részbirtokát s határait állapítsa meg, Napakurt helyezze abba vissza, s a királyt erről tudósítsa.
1449-ben, majd 1450-ben Bozyasi Napakor fia Péter fiai: Miklós és Mihály birtokperben voltak említve.
1492-ben a birtokot megosztják, és elhatárolják Borzási György, Máté Benedek, Balázs és Tádé testvérek között.
1549-ben Bozzas végében Pwzta nevű hely, remete barátok klastroma említtetik.
A fenti Napkor nemzetségen kívül birtokosa volt még a Bozziasi család, fénykorát a 15. század végén éri el. 1553-ban mindössze két kapu után adóztak. A Pragmatica sanctio korában Borzáson 12 háztartást jegyeztek, melyből jobbágy hat, zsellér szintén hat volt.
1646-ban Borzás I. Rákóczi György erdélyi fejedelem birtoka volt.
1715-ben a 108 főt kitevő népessége színtiszta magyar. Az első román családok betelepülése a 18. század második évtizedében történt. Ekkor számuk eléri a kilencet.
A reformáció itteni térhódítására vonatkozólag adatokkal nem rendelkezünk, annyi azonban ismeretes, hogy előtte Borzásra a nagyfalusi pálosok szolgáltak be.
Borzás nem volt kurialista falu, habár társadalmát jelentős számú nemes alkotta. Az 1808-as összeírás szerint a faluban 34 nemes család élt, de telke volt itt a kincstárnak is.
Tanulságos következtetést vonhatunk le az 1847. évi Nagyváradi Névkönyv demográfiai adataiból. A 384 főt kitevő összlakosság 44%-a görögkatolikus, 56%-a pedig református.
A 20. század elején Szilágy vármegye Szilágysomlyói járásához tartozott.
Az 1910. évi népszámlálás szerint összlakosságának (531) 22%-a görögkatolikus, 75%-a református, míg 1941-ben, amikor népessége több mint 600 fő, görögkatolikus 16,9%, református 75,5% és egyéb 7,6%. A baptistákat Borzáson először ekkor említik, számuk 22.
Az 1992. január 5-i népszámláláskor Borzáson mindössze 352 lelket találtak, melyből 315 magyar (89,5%) és 37 (10,5%) román. A nagyfokú elvándorlás főleg a román lakosságot érintette, de a jelenség számottevő volt a magyarok körében is. Az elvándorlás a fiatalabb generációra volt jellemző, ennélfogva Szilágyborzás is öregedő falu.
2019-ben lakossága 200 fő alá csökkent.
A település egykori helynevei is fennmaradtak: Kövecses, Kuruttyoló, Hát, Hosszú, Dörömbölő, Töltés-alja(?), Endőmege, Gecse-Erdő, Rákos, Lembert, Szilkerek(?) pataka, Halmosd-hát, Ugar, Rét, Sziget, Pándi-rét, Asszús, Nagy-rét. Patakjai: Gyümölcsénes-pataka, Gál-, Ördög- és Halmosd-pataka.

## Nevezetességek
- Református temploma – A templomról 1650-ből származik a legrégibb adat, amikor egy belül aranyozott ezüst tányért adományozott Borzási István az egyháznak. A reformáció előtt Borzásra a nagyfalusi pálosok szolgáltak be. Ebből az időböl való a templom északkeleti részének apszisa, amely a nyolcszög három oldalával zárul. 1785-ben a templomot kibővítették. Az egyház anyakönyve 1766-tal kezdődik.
- Görögkatolikus fatemplom

## Itt született
- Szilágyi Tönkő Márton (1642–1700) debreceni kollégiumi tanár, református püspök
- Kása Zoltán (1948) informatikus, professor emeritus